# Киевский академический театр юного зрителя на Липках
Киевский академический театр юного зрителя на Липках (укр. Київський академічний театр юного глядача на Липках) — академический театр юного зрителя в Киеве, самая старая и традиционно главная театральная сцена города для зрителей юного возраста.

## Общие данные
Киевский академический театр юного зрителя на Липках расположен в специально построенном здании.
Помещение театра — современное и удобное, с двумя сценами и зрительными залами, на 408 и 80 мест.
Театр начал работу в 1924 году в помещении бывшего Педагогического музея (Владимирская улица, д. 57), потом давал представления в зале «Интимного театра», в 1926−1936 годах — в бывшем кинотеатре «Ротэ фанэ» (теперь ул. Крещатик, д. 36), в 1936—1941 — в бывшем помещении (не сохранилось) оперетты Ливского, в 1948—1954 годах — на Маловасильковской (теперь Шота Руставели).
Директор-художественный руководитель театра — Виктор Сергеевич Гирич.

## История
Киевский академический театр юного зрителя на Липках был основан в 1924 году Александром Соломарским и Ириной Деевой, композитором И. Виленским как Государственный театр для детей им. И. Я. Франка; литературной частью заведовал А. Корнийчук. Первая премьера — «Маугли» по Р. Киплингом — состоялся 8 ноября.
С театром сотрудничали выдающиеся мастера украинского искусства — А. Бучма, В. Татлин, А. Лундин, В. Вильнер, К. Кошевский, Б. Вершилов, М. Фореггер, Меллер, и даже К. Станиславский, который участвовал в постановке «Синей птицы» М. Метерлинка.
Поставленные в период с 1924 по 1941 год, такие представления, как «Маугли» Р. Киплинга, «Соловей» Х. К. Андерсена, «Хо» Я. Мамонтова, «Платон Кречет» О. Корнийчука, «Ревизор» и «Свадьба» Н. Гоголя, «Сорочинская ярмарка» по Н. Гоголю, «Юность Тараса» В. Суходольского, «Шехерезада» Д. Огнева, «Дон Кихот» М. Сервантеса, «Недоросль» Д. Фонвизина, «Сава Чалый» И. Карпенка-Карого, «Вильгельм Телль» Ф. Шиллера, «Шевченковское утро» В. Чаговца, «Мещанин во дворянстве» и «Проделки Скапена» Ж.-Б. Мольера, «Синяя птица» М. Метерлинка, «Конек-горбунёк» П. Ершова, «Доходное место» А. Островского, «Детство» и «Мещане» М. Горького и другие, стали гордостью и украшением Киевского ТЮЗа; они продемонстрировали жанровую разнообразность репертуара и новаторство поиска, завоеваний и свершений, заложили традиции актёрского и режиссёрского искусства данного коллектива, которые достойно будут развивать и преумножать талантливые представители Киевского театра юного зрителя в своей последующей творческой деятельности.
После Второй мировой войны такие режиссёры, как В. Довбыщенко, А. Соломарский, а дальше А. Барсегян, Д. Чайковский, В. Пацунов, В. Судьин, Н. Мерзликин, В. Бугайов, художник М. Френкель постепенно выводили театр на уровень высокого профессионализма, что было обозначено новаторскими и экспериментальными поисками, находками и открытиями.
В разные года театр носил имена: И. Франка, М. Горького, Ленинского комсомола. За представление «Молодая гвардия» 1966 года театр был награждён всесоюзной премией Ленинского комсомола и вручена золотая медаль Лауреата № 002. В 1974 году учреждение было удостоено ордена Трудового Красного Знамени. Театр осуществлял активную гастрольную деятельность по республикам Советского Союза и за границей.
Начиная с 1954 года Киевский театр юного зрителя разместился в исторической местности столице Украины — на Липках на Печерске.
С 1991 года художественный руководитель театра — Виктор Гирич.
В последнее время (1990—2000-е года) коллектив театра не раз становился победителем и лауреатом различных фестивалей и театральных обзоров. Так, в 1993 году представления «Коломбина, Пьеро, Арлекин», 1999-го — «Приключения Тома Сойера», а 2001-го — «Лис Никита» удостоены театральной премии «Киевская Пектораль», как лучшие представления для детей, а 2002 года представление «Волки и…» было отмечено этой же премией за лучший режиссёрский дебют. В 2004 году представление «Сердце Пьеро» победило на VІ Московском международном телевизионно-театральном фестивале в номинации «За высокую сценическую культуру». В 2007 году Киевский академический театр юного зрителя на Липках участвовал в театральном конкурсе «От античности до современности», который происходил в рамках международного фестиваля «Боспорськие агоны» (г. Евпатория) и получил «Специальный приз жюри» за представление «Химера».
В 2004 году театру был присвоен высокий статус «академического», следовательно заведение получило современное название — Киевский академический театр юного зрителя на Липках.
- премия Ленинского комсомола (1966) — за спектакль «Молодая гвардия» по А. А. Фадееву
- в 2006 году представление киевских тюзовцев «Лесная песня» номинировалось на получение Национальной премии Украины имени Тараса Шевченко
- спектакль «Лесная песня» (2010) — Государственная премия Кабинета министров Украины имени Леси Украинки.

## Действующий репертуар и деятельность
Особенностью Киевского академического театра юного зрителя на Липках есть то, что он удовлетворяет художественные запросы трёх категорий зрителей — детей, молодежи и старшего поколения.
В данное время репертуар театра насчитывает более 30-ти представлений, которые представляют широкую классическую и современную литературу — У. Шекспир, Ж-Б. Мольер, П-О. де Бомарше, А. Чехов, В. Набоков, И. Франко, А. Олесь, Н. Гоголь, М. Твен, братья Гримм, А. Линдгрен, О. Генри, Леся Украинка, Лопе де Вега.
В 2000 году увидела свет книга «Театр с аурой солнца» Валентины Заболотной и Владимира Корнийчука, которая освещает всю историю театра от истоков до настоящего времени.
Киевские тюзовцы активно гастролируют по стране, в том числе и в так называемых «обменных гастролях».
В настоящее время Театр на Липках это важная ячейка высокой художественной культуры, где постоянно происходит проведение различных акций, благотворительных представлений, обзоров, конкурсов, концертов и международных фестивалей.